# Amartus tinctus
Amartus tinctus är en skalbaggsart som först beskrevs av Mannerheim 1843.  Amartus tinctus ingår i släktet Amartus och familjen kullerglansbaggar. Inga underarter finns listade i Catalogue of Life.